# 엄홍길
엄홍길(嚴弘吉, 1960년 11월 2일 (1960년 음력 9월 14일) ~ )은 대한민국의 산악인이다.

## 생애
경상남도 고성군에서 출생하였다. 신장은 167cm이고 체중은 66kg이다. 박영석에 이어 대한민국에서 두번째, 인류 역사상 9번째로 히말라야 8천미터급 14좌에 완등했다. 8천미터급의 위성봉 얄룽캉을 완등하기도 했다. 2007년 5월 31일에는 8400미터의 로체샤르도 완등하면서 세계 최초로 16좌 완등에 성공했다.

## 가족 관계
그는 부인 임순래 여사와의 사이에 슬하 1남 1녀가 있다.

## 학력
- 호암초등학교 졸업
- 의정부중학교 졸업
- 동두천중앙고등학교 졸업
- 한국외국어대학교 중어중문학과 학사
- 한국외국어대학교 대학원 체육교육학과 체육학 석사
- 경희대학교 체육대학원 체육학 석사

## 병역
엄홍길 상명대학교 석좌교수는 해군 특수부대 UDT 하사 출신이다. 특히 해군 군 복무 시절에는 경상북도 경주 감포에서 울릉군 독도까지 5박 6일동안 수영해서 가보기도 하였다.

## 등정
1985년 9월 히말라야 에베레스트(8,848m) 남서벽 원정을 시도하였다가 실패하였으나, 1988년 9월에 다시 도전하여 에베레스트 등정에 성공하였고, 2001년 9월에는 시샤팡마(8,027m)등정에 성공하여 13년 만에 14좌 등정을 모두 성공했다. 2004년 5월 5일에는 14좌에 속하지 않는 위성봉 얄룽캉(8,505m) 등정에 성공하였다.

### 로체샤르
로체샤르는 히말라야 산맥중에서도 등정이 가장 어려운 산맥으로 엄홍길은 2001년 첫 도전에 실패했으며 2003년 도전에서 정상을 150미터 앞두고 판상 눈사태가 일어나 동료 두 명을 잃었다. 2006년에 3번째 시도도 실패했다. 2007년 5월 31일에 4번째 도전에서 로체샤르 남벽을 통해 등정했다. 평균 각도가 70에서 90도에 이르는 남벽 높이만 3500미터나 된다. 오르다보면 눈이 쌓인 부분이 있는데 절벽의 눈을 깎아낸 후 두평정도 되는 작은 텐트를 설치해 휴식을 취한다. 낙석, 낙빙 위험도 있으며 실제로 돌이 텐트를 뚫고 들어와 동료가 다친적도 있으며 드물게 텐트 전체가 쓸려가는 경우도 있다. 빙벽은 발 전체가 닿는 경우가 거의 없고 대부분 앞발로만 디디고 25시간씩 올라가야 한다. 대소변도 그 상태에서 벨트를 풀고 바지를 벗고 봐야한다.
8천미터의 산에서는 산소가 해수면의 1/3가량에 불과하다. 그렇기 때문에 두세발 움직이고나서 3~5분간 숨을 거칠게 쉬어야 다음 한 발을 내딛을 수 있고 체력도 금방 고갈된다. 평균 기온이 영하 30~50도가량 되어 손끝과 발끝은 감각이 사라진다. 거기에 환각증세가 일어나 옆에 동료가 말을 시키는 것 같은 환청이 들리며 꿈을 꾸기도 하며 이 상황에서 사고가 일어나기도 한다. 엄홍길은 이러한 악조건 속에서 죽음에 대한 공포도 자주 느끼지만 정신력으로 극복한다고 말했다.
로체샤르에 오르는 순간 38번의 히말라야 등정의 기억들이 떠오르면서 주마등처럼 스쳐지나갔다. 숨진 동료들이 생각나 태극기를 꽂고 사진을 찍으려는 순간 동료 변성호 대원에게 눈에 빛이 반사되어 설맹이 걸려 앞이 안보이는 현상이 발생했다. 대원들은 당황했으나 안보이는 대원을 데리고 하산을 결정했고 서로의 몸을 묶은상태에서 내려가는 도중에 발을 헛디뎌 죽을 위기를 맞기도 했으나 다행히 무사히 하산했다. 5시간이면 내려오는 것을 12시간동안 통신 두절이 되 베이스캠프 기자들이 실종기사를 내보내려는 순간 엄홍길이 눈앞에 나타났다. 엄홍길은 떠난 동료들과 가족들을 생각하며 힘을 달라며 기도했다고 한다.

### 휴먼 원정대
2005년에는 에베레스트산에서 숨진 박무택, 백준호, 장민 대원의 시신을 수습하기 위해 엄홍길과 대원들이 '휴먼 원정대'라는 팀을 꾸려 등정하기도 했다. 2004년, 세 명의 대원들은 엄홍길과 함께 한국에서 출발한 후 네팔에서 헤어져 에베레스트로 갔고 엄홍길은 얄룽캉이라는 15좌에 등정하기 위해 흩어졌었다. 엄홍길이 정상에 등정 후 하산길에 후배들의 조난 소식을 들었다. 8,750미터에서 설맹에 걸려 주저앉아 있다는 소식을 들었다. 이들은 결국 내려오지 못하고 사망했다. 시신이 실종된 것도 아니고 산에 매달려 있어 다른 사람들이 등정할 때마다 지나치게 되는데 이를 그냥 내버려 둘 수 없어 휴먼원정대를 꾸려 시신 수습에 나선 것이었다. 휴먼원정대는 방송에 보도되기도 했다. 엄홍길은 컨디션이 아주 안좋아서 고생하기도 했다. 이 가운데 박무택은 발견되었으나 눈으로 인해 몸이 단단해져서 무려 100kg이 넘었고, 결국 시신을 운구하는 것을 포기하고 해가 잘 비치는 동쪽에 돌무덤을 만들고 하산했다. 그러나 백준호, 장민 대원들의 시신은 끝내 발견하지 못했다.

## 논란
엄홍길의 대표 업적인 '세계 최초 히말라야 16좌 완등 위업'은 사실이지만 일견 그 자체로는 사실 왜곡이라는 주장이 있다. 그러니까 마라톤에서 수많은 선수가 경쟁하는 42.195km가 아닌 52.195km를 홀로 달린 뒤에 세계기록을 세운 것이라고 주장하는 것과 비슷하다는 것. 물론 히말라야의 16좌를 등정한 것은 분명 대단한 업적이고 '최초'라는 것도 틀린 말은 아니지만 저 말이 '전 세계 산악인이 경쟁하였음에도 그 경쟁을 뚫고 엄홍길이 1등을 했다'고 하는 순간 틀린 말이 되며 애초 어느 누구도 그런 경쟁을 하지 않았기 때문이라는 비판이 있다.
최초 등반자 라인홀트 메스너부터 예지 쿠쿠치카, 에르흐르트 로레탄까지 14좌를 완등한 다른 산악인들은 위성봉인 알룽캉과 로체샤르까지 마저 등정해 16좌 완등을 이루려고 시도한 적이 없다. 물론 스폰서가 필수적이고 스폰서를 받기 위해 홍보가 필요하므로 어느정도의 '스토리'를 만드는 것은 어쩔 수 없는 일이라 생각할 수도 있겠으나 그 순간 한국인 가운데 최초로 '14좌'를 완등한 박영석이나 또 다른 완등자 한왕용은 16좌를 완등할 능력이 부족한 사람이 되어 버리는 문제가 있고 실제 이들 중에는 "뒤통수를 맞았다"며 섭섭함을 토로하기도 했다. 실제 해외 산악매체에서도 8,000m 봉우리는 Everest와 K2를 비롯한 14곳만 규정한다. 히말라야에는 해발 7,200m가 넘는 고봉 100여개가 솟아 있고 그중에서도 최고봉인 에베레스트(8,848m)를 포함해 높이 8,000m가 넘는 14개의 봉우리를 통상 14좌라고 칭하며 16좌라는 말은 한국에서만 사용되는 개념이다.

## 기타 비고
엄홍길은 산을 오르는 것에 대해 '정복'이라는 표현을 쓰지 말아야 한다고 생각한다. 산이 정상을 잠시 빌려주는 것일 뿐 사람이 어떻게 자연을 정복할 수 있느냐는 말이다. 자신이 산에 올라간것도 산이 자신을 받아주었기 때문이라는 것이다.
엄홍길은 산에 오를 때 대원들에게 엄하게 대한다. 엄홍길은 이에 대해 "조금이라도 풀어지면 죽을 수도 있기 때문에 예민해질 수밖에 없다"고 말했다. 동료들은 정상에 오르면 엄홍길이 엄하던 모습에서 온화한 모습으로 변하며 산에 내려와서도 그 동안의 나쁜 감정들은 다 잊어버린다고 말했다.
슬하에 1남 1녀의 자녀를 두고있다. 자녀들은 아버지가 위험한 일을 하는지 잘 모른다고 했다. 딸과 함께 히말라야 트랙킹 특집을 했는데 목표가 4~5천미터 베이스 캠프였다. 하지만 딸은 생각보다 훨씬 잘 걸었고 불평도 하지 않아 엄홍길이 놀라기도 했다. 엄홍길은 딸이 데려온 미래사위가 산악인으로 로체샤르를 간다고 하면 말리겠다고 말했다.
엄홍길은 피서철에도 산을 찾을정도로 산에 대한 애정이 각별하다. 바다로 갈 경우에도 산이 인접한 곳으로 간다.
엄홍길은 보험에 들 수 없다. 보험 약관에 전문 산악인은 가입할 수 없다는 규정때문이다. 1년중 6개월을 등정에 쏟는 기간때문에 대부분의 산악인들은 가족의 생계를 책임지기 어렵다. 서양 국가들의 경우 정부 지원이 이루어지는 경우도 많다. 기업, 사회 전반적으로 도전정신, 모험정신이 바탕이 된 문화, 스포츠 분야에 대해서 적극적으로 지원하는 경우가 많다.
14좌를 완등한 사람은 세계적으로 12명이 있는데 유일하게 대한민국이 3명을 보유하고 있다. 이에 대해 엄홍길은 "한국인의 끈기와 근성이 있기 때문이다"라고 이야기 했다.
엄홍길은 이제 후배들에게 산을 등반할 수 있는 장을 마련했으면 한다며 청소년, 어린이들에게 자연을 친숙하게 받아들이게 하고 싶다고 말했다.

강북구청에서 2012년에 엄홍길 대장과 함께하는
강북구 청소년 희망원정대를 만들어 중학교 2학년들의 꿈과 도전정신을 길러주는 사업을 현재까지 진행하고 있다.
(강북구 청소년 희망원정대는 관내 중학교 2학년 학생들로 구성되어 있다.)

## 경력
| - 2022년 이리지스 엄홍길 시그너쳐 선글라스 홍보대사 - 2019년 블랙야크 기술고문 - 2015년 울주세계산악영화제 홍보대사 - 재단법인 엄홍길휴먼재단 상임이사, - (주)밀레 홍보팀 상무이사, - (사)대한산악연맹 대외협력위원장 - 2012년 강북구 청소년 희망원정대 대장 - 2011년 2011 광주디자인비엔날레 홍보대사 - 2010년 AIA생명 홍보대사 - 2010년 국제개발협력의 날 홍보대사 - 2010년 의정부 홍보대사 - 2010년 문화체육인 환경지킴이단 홍보대사 - 2010년 네팔관광 홍보대사 - 2010년 제91회 전국체육대회 명예홍보대사 | - 2010년 서울성모병원 홍보대사 - 2010년 GLORY 코레일공항철도 공동대표 - 2009년 푸르메 재단 신임 홍보대사 - 2009년 홍명보 장학재단 셰어 더 드림 풋볼 매치 2009 홍보대사 - 2009년 2010춘천레저대회 홍보대사 - 2008년 서울복지재단 홍보대사 - 2008년 한국토지공사 홍보대사 - 2008년 질병관리본부 건강홍보대사 - 2007년 오클리 엄홍길 시그니쳐 선글라스 홍보대사 - 2007년 함평 세계나비곤충엑스포 홍보대사 | - 2007년 히말라야 로체샤르 등정 - 2007년 기상홍보대사 - 2006년 상명대학교 자유전공학부 석좌교수 - 2005년 에베레스트 휴먼원정대 등반대장 - 2004년 히말라야 8505m 얄룽캉봉 15좌 완등 - 2000년 히말라야 8000m 고봉 14좌 완등 - 1995년 네팔 마칼루, 파키스탄 브로드피크, 로체 등정 - 1988년 에베레스트 등정 - 1985년 히말라야 에베레스트 남서벽 원정등반 |

## 수상 내역
- 2020년 제24회 만해대상 실천부분 대상
- 2013년 대한민국 창조경영인상
- 2010년 제10회 4.19 문화상
- 2001년 체육훈장 청룡장
- 2001년 대한민국 산악대상
- 2000년 한국 유네스코 올해의 인물 선정
- 1996년 한국 대학 산악 연맹 올해의 산악인상
- 1996년 체육훈장 맹호장
- 1989년 체육훈장 거상장

## 드라마
- 2018년 JTBC 금토드라마 《내 아이디는 강남미인》 - 산악인 엄홍길 역 (특별출연)

## 영화
- 2006년 《아이스 에이지2》- 딱정벌레 아빠 한국어 더빙 역
- 2015년 《영화 히말라야》- 산악자문
- 2017년 《채비》- 산악인 역 (특별출연)

## 14좌 등정기
| 봉우리      | 높이(순위)  | 산위치               | 등반일자        |
| ----------- | ----------- | -------------------- | --------------- |
| 에베레스트  | 8850 m (1)  | 중국/네팔            | 1988년 9월 26일 |
| 초오유      | 8201 m (6)  | 중국/네팔            | 1993년 9월 10일 |
| 마칼루      | 8463 m (5)  | 중국/네팔            | 1995년 5월 8일  |
| 브로드피크  | 8047 m (12) | 중국/파키스탄        | 1995년 7월 12일 |
| 로체        | 8516 m (4)  | 중국/네팔            | 1995년 10월 2일 |
| 다울라기리  | 8167 m (7)  | 네팔                 | 1996년 5월 1일  |
| 마나슬루    | 8163 m (8)  | 네팔                 | 1996년 9월 27일 |
| 가셔브룸1봉 | 8068 m (11) | 중국/파키스탄        | 1997년 7월 9일  |
| 가셔브룸2봉 | 8035 m (13) | 중국/파키스탄        | 1997년 7월 16일 |
| 안나푸르나  | 8091 m (10) | 네팔                 | 1999년 4월 29일 |
| 낭가파르밧  | 8126 m (9)  | 파키스탄             | 1999년 7월 12일 |
| 캉첸중가    | 8586 m (3)  | 인도/네팔            | 2000년 5월 19일 |
| K2          | 8611 m (2)  | 중국/(파키스탄/인도) | 2000년 7월 31일 |
| 시샤팡마*   | 8027 m (14) | 중국                 | 2001년 9월 21일 |

- 엄홍길의 시샤팡마 등정은 1993년에 이루어졌으나 등정의혹으로 인정받지 못했고, 히말라얀 데이터베이스 의 국제 공인 기록은 2001년 재등정을 인정하고 있음.

## 같이 보기
- 고상돈
- 허영호